# Eerste feministische golf
De eerste feministische golf is de benaming voor een periode in de geschiedenis van de feministische beweging, aanvankelijk ook wel de vrouwenbeweging genoemd, die internationaal duurde van circa 1850 tot 1940.
De golf werd gekenmerkt door het streven naar wettelijke gelijke rechten voor vrouwen, waarbij aanvankelijk het accent lag op recht op scholing en recht op arbeid. Later verschoof dit naar politieke rechten met als speerpunt de strijd om het vrouwenkiesrecht, dat van 1890 tot 1920 het hoogtepunt van de eerste feministische golf was. Het bereiken van vrouwenkiesrecht in grote delen van Europa, de Verenigde Staten, Canada, Australië en Nieuw-Zeeland, in de meeste gevallen kort na de Eerste Wereldoorlog, was een grote overwinning. Echter, door de erkenning van het algemeen kiesrecht nam de invloed van confessionele partijen in de politiek enorm toe, die de pas verworven vrouwenrechten weer onder druk zetten, versterkt door de economische crisis van de jaren 30. Dit leidde tot aan de Tweede Wereldoorlog tot een heropleving van feminisme met de focus op recht op arbeid en tegen de macht van mannen in het huwelijk en het gezin.

## Nederland
De eerste feministische golf in Nederland wordt vaak geperiodiseerd van ongeveer 1870 tot 1920. Vrouwen en vrouwenorganisaties zoals Arbeid adelt (1871), Tesselschade (1872) en de Vereeniging voor Vrouwenkiesrecht (1894) zetten zich in voor de vrouwenemancipatie. Tijdens deze eerste feministische golf waren de activiteiten hoofdzakelijk gericht op het verwerven van vrouwenkiesrecht, het verkrijgen van toelating tot (universitair) onderwijs en betaald werk.

## Verenigde Staten
De eerste feministische golf begon in de VS in 1848. Elisabeth Caddy werd uitgenodigd voor een `` tea party´´ door onder anderen Lucretia Mott. Daar kwamen ze tot de conclusie dat ze een bijeenkomst moesten houden. Dit noemden ze de Seneca Falls Convention (19–20 juli 1848) in Upstate New York, waar de Declaration of Sentiments werd opgesteld door onder andere Elizabeth Cady Stanton, Lucretia Mott en Jane Hunt. De activisten protesteerden tegen de status van vrouwen als tweederangs burgers. Het feit dat vrouwen in juni 1840 waren uitgesloten van de World Anti-Slavery Convention in Londen vormde de aanleiding tot deze verklaring. De vrouwen die de ruggengraat vormden van de Amerikaanse feministische beweging kwamen vrijwel geheel uit de blanke christelijke burgerij. Zij beschouwden het als hun morele plicht om sociale misstanden zoals (ongereguleerde) prostitutie, alcoholmisbruik en slavernij te verlichten.

## Zwitserland
Bekende Zwitserse feministes uit de eerste golf waren Ida Sträuli-Knüsli, Helene von Mülinen, Emilie Kempin-Spyri, Anna Mackenroth, Emma Pieczynska-Reichenbach, Helen Dünner enz. Von Mülinen en Kempin-Spyri, beide juristes, uitten rond 1900 felle kritiek tegen het Zwitsers Burgerlijk Wetboek van Eugen Huber, dat voornamelijk in het huwelijksvermogensrecht de vrouw discrimineerde tegenover de man.